# Aardbeving Port Vila 2024
Op 17 december 2024 om 12.47 uur (UTC+11) werd Port Vila, de hoofdstad van de Oceanische eilandengroep Vanuatu, getroffen door een zware aardbeving. De beving had een kracht van 7,3 op de schaal van Richter.
Het epicentrum van de beving lag in zee op een diepte van 57 kilometer, op 30 kilometer ten westen van de hoofdstad Port Vila. Aardbevingen komen vaker voor op Vanuatu dat op de seismische Ring van Vuur in de Stille Oceaan ligt. Vanuatu is een laaggelegen archipel met zo’n 80 eilanden en 320.000 inwoners.